# Финк, Полетт
Полетт Финк (фр. Paulette Fink, 22 октября 1911 — 2 апреля 2005) — медсестра и активистка французского сопротивления во время Второй мировой войны. Позже она эмигрировала в Соединённые Штаты Америки, где помогала собирать деньги в поддержку нового Государства Израиль. Будучи исполнительным членом Национального женского отдела Объединённого еврейского призыва, она была избрана председателем в декабре 1960 года.

## Биография
Полетт Вейль родилась 22 октября 1911 года в Мюлузе и была дочерью Бланш Саломан (1887–1965) и Жана Вейля (1876–1965), предпринимателя, управлявшего обувной фабрикой. Выросшая в знатной семье в эльзасском городе Мюлуз, Вайль училась в Сорбонне в Париже. В 1934 году она вышла замуж за своего первого мужа, владельца универмага Ива Оппера (1909–1944), от которого у неё родились две дочери: Надин (1935) и Франслин (1939). В 1940 году, когда немцы вторглись во Францию, семья жила в Париже. Полетт служила медсестрой в Красном Кресте на передовой, а её муж был лейтенантом французской армии. Родителям Полетт удалось эмигрировать в Соединённые Штаты во время войны, но они вернулись в Париж в 1946 году.
Семья Оппер переехала в деревню Изьё в неоккупированной зоне Вишистской Франции, где Полетт и её муж присоединились к французскому Сопротивлению. С помощью христианских добровольцев они помогли спасти около 1500 еврейских детей, в основном из Восточной Европы, которые остались, когда их родители были депортированы немцами в концлагеря. После того, как её муж был схвачен немцами и замучен до смерти в июне 1944 года, Полетт продолжала бороться в рядах Сопротивления. Когда она узнала, что их школу посетили нацисты, она отвезла своих дочерей на велосипеде на попечение пастора в городок Шамбон-сюр-Линьон на юге Франции. Она вспоминала, как христианская община помогала прятать еврейских детей. После войны, работая с Еврейской бригадой и Объединённым распределительным комитетом, она помогала переправлять еврейских беженцев в Палестину и создала 11 приютов для оставленных детей, переживших Холокост. Первый из них был в Мальмезоне, к западу от Парижа.
Полетт Оппер впервые поехала в Соединённые Штаты в 1945 году, чтобы помочь собрать деньги через Объединённый распределительный комитет для своих проектов, и взяла с собой свою первую дочь. Она вернулась в 1948 году, собирая деньги для Государства Израиль, выступая на собраниях и по радио в 42 штатах. В 1951 году она записала двух своих дочерей во Французский лицей в Нью-Йорке, надеясь, что они смогут начать более нормальную жизнь.
14 сентября 1954 года она вышла замуж за бизнесмена из Миннеаполиса Исраэля Финка (1902–1991), с которым познакомилась во время турне с выступлениями. Семья поселяется в Миннеаполисе вместе с двумя дочерьми Полетт. Вдохновлённый поездкой в Израиль, её муж возглавил местную еврейскую федерацию и входил в правление Объединённого еврейского призыва. Полетт Финк в течение трёх лет, начиная с 1960 года, возглавляла женский отдел Объединённого еврейского призыва.
Полетт Финк умерла в Миннеаполисе 2 апреля 2005 года.